# Stráž nad Nisou
Stráž nad Nisou là một làng thuộc huyện Liberec, vùng Liberecký, Cộng hòa Séc.